# 斑頭似馬面單棘魨
斑頭似馬面單棘魨，為輻鰭魚綱魨形目鱗魨亞目單棘魨科的其中一種，為溫帶海水魚，分布於東印度洋澳洲南部及塔斯馬尼亞島海域，棲息深度可達100公尺，體長可達60公分，成魚棲息在岩礁區，稚魚發現於河口區，生活習性不明。

## 扩展阅读
維基物種上的相關：斑頭似馬面單棘魨